# Ópera Estatal de Braunschweig

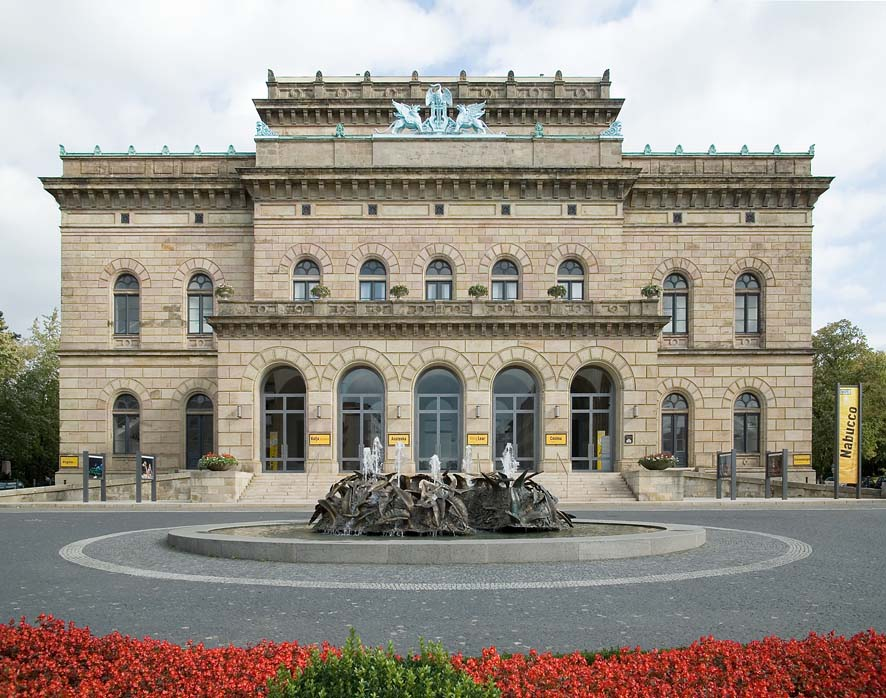

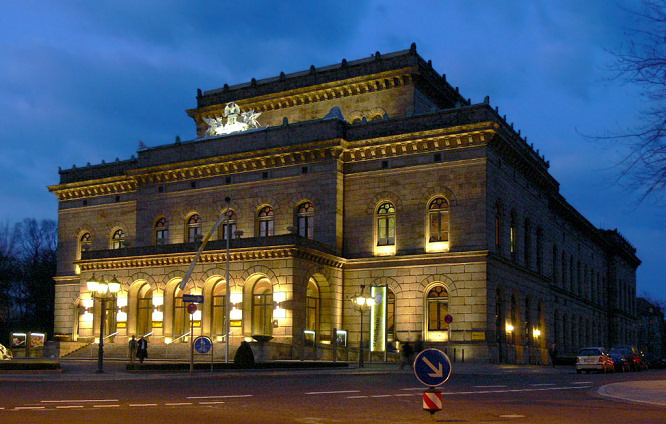

Opera Estatal de Braunschweig (Staatstheater Braunschweig) es el edificio que alberga la ópera, teatro, ballet y orquesta estatal de la ciudad de Braunschweig (o Brunswick) en Baja Sajonia, Alemania.
Su historia se remonta a 1690, una sala construida por el Conde Anton Ulrich von Braunschweig que vio los estrenos de Emilia Galotti de Lessing y Fausto de Goethe.
El teatro actual fue inaugurado en 1861 aunque fue severamente dañado durante la Segunda Guerra Mundial permaneciendo cerrado hasta 1948 en que se abrió con Don Giovanni de Mozart.
La sala mayor tiene capacidad para 896 personas sentadas y 60 de pie.
En 1996 se agregó una moderna sala llamada "pequeño teatro" con capacidad para 300 espectadores.